# 즈이카쿠 (항공모함)
즈이카쿠(일본어: 瑞鶴)는 일본 제국 해군의 쇼카쿠급 항공모함 2번함이다. 태평양 전쟁 중, 진주만 공격이나 산호해 해전, 제2차 솔로몬 해전, 남태평양 해전 등에서 활약했지만 1944년 10월 25일 레이테만 전투에서 침몰했다. 즈이카쿠는 마리아나 해전까지 단 한 발도 피탄하지 않았던 행운함이었다.
선명의 瑞(서)는 상서로움을 뜻하며 鶴(학)은 장수의 상징으로 영원한 함선으로 남기위해 이런 이름이 붙여졌다고 한다. 그 이름만큼이나 이 함도 운이 강한 함선이었다.

## 개요
1938년 5월 25일 가와사키 고베조선소에서 기공되어 1939년 11월 27일에 진수해 1941년 9월 25일에 취역했다. 자매함 쇼카쿠와 함께 제5항공전대에 편성되었다. 제5항공전대는 나구모 주이치(南雲忠一) 중장 지휘하의 제1항공함대에 소속되어 진주만 공격을 위해 1941년 11월 16일에는 히토카프 만을 출격했다. 12월 8일, 즈이카쿠는 다른 5척의 항공모함과 같이 진주만 공격을 행하였다. 즈이카쿠에서는 함재기 58기가 출격해 공격을 성공리에 마무리했으며, 미귀환기가 한 대도 없었다.
처음에는 신예들로만 구성되어 짐짝취급당하며 어뢰공격도 제대로 못했지만 이때 이와모토 테츠조(巖本徹三) 등 훗날 라바울에서 전설적인 명성을 떨친 파일럿이 이미 승선하고 있었다. 하지만 진주만 공격에서 귀환하자 1942년 1월 1일부로 즈이카쿠 탑재기는 쇼카쿠와 함께 각 18기로 조정되어 소류, 히류와 같아져 함재기는 3분의 2가 되었다.

## 역사
개전 후 1942년 1월 20일, 라바울 공략작전에 쇼카쿠와 함께 참가하여 연합군 기지를 공습했다. 21일에는 뉴기니아의 섬 라에를 공략했고 4월에 세이론 해전에 참가했다. 1942년 5월, MO작전에 있어 MO기동부대에 편입되어 포트 모레스비 공략작전 지원을 담당했고 8일 미국 제17임무부대와 교전했다. (산호해 해전) 즈이카쿠는 미군기의 공격당시 스콜 속에 몸을 감추어서 피해를 받지 않았지만 다수의 함재기와 조종사를 잃고 그 재편을 위해 일본으로 돌아왔다. 이 때문에 미드웨이 해전에는 참가하지 않았다. 미드웨이 해전에서 아카기 등 정규항모 4척을 잃어버려 쇼카쿠와 함께 기동부대의 주력항공모함이 되었다. 또 미드웨이 해전의 교훈으로 탑재기의 편성도 쇼카쿠와 같이 다시 배치되었다.
1942년 8월, 미군의 과달카날 섬 상륙에 호응해 쇼카쿠, 류조(龍驤)와 같이 남동 방면으로 진출했다. 24일 미국 제61임무부대와 교전했다(제2차 솔로몬 해전). 10월 26일에는 다시 미군 기동부대와 교전해 다른 함정과 같이 호넷을 격침했다(남태평양 해전). 그 후 1943년 2월, 과달카날 섬에서 일본군 철수를 지원했다.
1943년 후반기에는 트랙 섬에 정박, 9월 17일에 즈이카쿠는 다른 함선과 같이 훈련을 위해 트랙 항을 출항했다. 18일, 미군 기동부대가 길버트 제도의 타라와, 마킨을 공습했기에 즈이카쿠 이하 일본 함대는 이들을 공격하기 위해 갔지만 적을 찾지 못하고 23일 트랙 섬으로 귀항했다.
10월 5일, 6일 이번에는 웨이크 섬으로 미군기가 공습해오자 17일, 다시 반격하러 갔지만 역시 적을 찾지 못하고 돌아왔다. 1944년 5월, あ(아)호작전 준비를 위해 기마레스로 이동, 6월 19일~20일 마리아나 해전에 참가했다. 미군 기동부대를 공격했지만 탑재했던 함재기도 많이 잃고 20일 공습에 의해 함교가 약간 손상되었다. 또 이 해전에서 자매함인 쇼카쿠가 침몰해버리고 말았다. 전쟁 중반 이후엔 각종 레이다를 장비함과 함께 25mm 기총(3연장기총, 단장기총)이 차례로 설비된 이후 최종 상태였던 레이테만 전투 시에는 즈이카쿠를 항공모함 이외의 함선으로 보이기 위해 채색 도장이 이루어져 대공분진포(대공 로켓런쳐) 8기가 장비되었다.
10월, 오자와 지사부로(小澤治三郞) 중장이 이끄는 유인부대(북방군)의 기함으로 필리핀 북동으로 진출했으며, 10월 25일 미국 제3함대 태스크포스 38의 공습을 받고 행운함이라 불렸던 즈이카쿠도 마침내 침몰하고 말았다(레이테만 전투). 침몰의 직접 원인은 어뢰 공격이었으며 특히 초기에 맞은 어뢰 1발이 4개의 기계실 중 두 군데에 침수를 일으켜 속력 저하가 발생한 것이 치명상으로 이후 대여섯 발의 어뢰를 맞고 선체가 왼편으로 기울며 침몰했다.
현재 위령비는 나라 현 가시와라 시의 가시와라 신궁 공원내에 있으며 복원된 마스트가 세워져 있다.

## 참전
- 태평양 전쟁
  - 진주만 공격
  - 산호해 해전
  - 제2차 솔로몬 해전
  - 레이테만 전투
  - 마리아나 해전

## 같이 보기
- 진주만 공격
- 산호해 해전
- 레이테만 전투